# Halina Maliszewska
Halina Maliszewska (ur. 29 września 1949 w Gdańsku) – polska koszykarka, występująca na pozycji niskiej skrzydłowej, reprezentantka Polski, medalistka mistrzostw Polski.

## Osiągnięcia
Na podstawie, o ile nie zaznaczono inaczej.
Drużynowe
- Wicemistrzyni Polski (1969, 1970)
- Brązowa medalistka mistrzostw Polski (1968, 1974)
- Zdobywczyni Pucharu Polski (1970)

Reprezentacja
- Brązowa medalistka mistrzostw Europy (1968)[3]
- Uczestniczka mistrzostw Europy:
  - 1968, 1970 – 6. miejsce[4]
  - U–18 (1967 – 5. miejsce)[5]